# Respublikaneț, Berîslav
Respublikaneț (în ucraineană Республіканець) este un sat în comuna Novokaiirî din raionul Berîslav, regiunea Herson, Ucraina.

## Demografie
Componența lingvistică a localității Respublikaneț
     Ucraineană (83,51%)
     Rusă (13,26%)
     Română (2,87%)
     Alte limbi (0,36%)
Conform recensământului din 2001, majoritatea populației localității Respublikaneț era vorbitoare de ucraineană (83,51%), existând în minoritate și vorbitori de rusă (13,26%) și română (2,87%).